# عزيز محمد
عزيز محمد (1987-) كاتب سعودي ولد في الخبر، كتب في مجموعة متنوعة من الشعر والقصص القصيرة، له مقالات سينمائية نُشرت في مجلات ثقافية، رُشحت روايته الأولى «الحالة الحرجة للمدعو ك» (2017) للجائزة العالمية للرواية العربية،  وترجمها إلى الإنجليزية همفري ديفيز. 

## مؤلفاته
| # | العنوان                  | المجال                      | الناشر                              | تاريخ النشر | الصفحات | مرجع   |
| - | ------------------------ | --------------------------- | ----------------------------------- | ----------- | ------- | ------ |
| 1 | سقراطون                  | روايات حقيقية واقعية مترجمة | دار الرسم بالكلمات للنشر والتوزيع   | 2017        | 76      | [ 7 ]  |
| 2 | الحالة الحرجة للمدعو ك   | رواية                       | دار التنوير للطباعة والنشر والتوزيع | 2017        | 269     | [ 8 ]  |
| 3 | نضارة بعجل               |                             | تشكيل للنشر والتوزيع                | 2019        |         | [ 9 ]  |
| 4 | الكوكب العاشر - بلوتوبيا | علم المجرات والكواكب        | تشكيل للنشر والتوزيع                | 2018        |         | [ 10 ] |